# Mansonia gagei
Mansonia gagei är en malvaväxtart som beskrevs av James Ramsay Drummond. Mansonia gagei ingår i släktet Mansonia och familjen malvaväxter. Inga underarter finns listade i Catalogue of Life.

## Bildgalleri

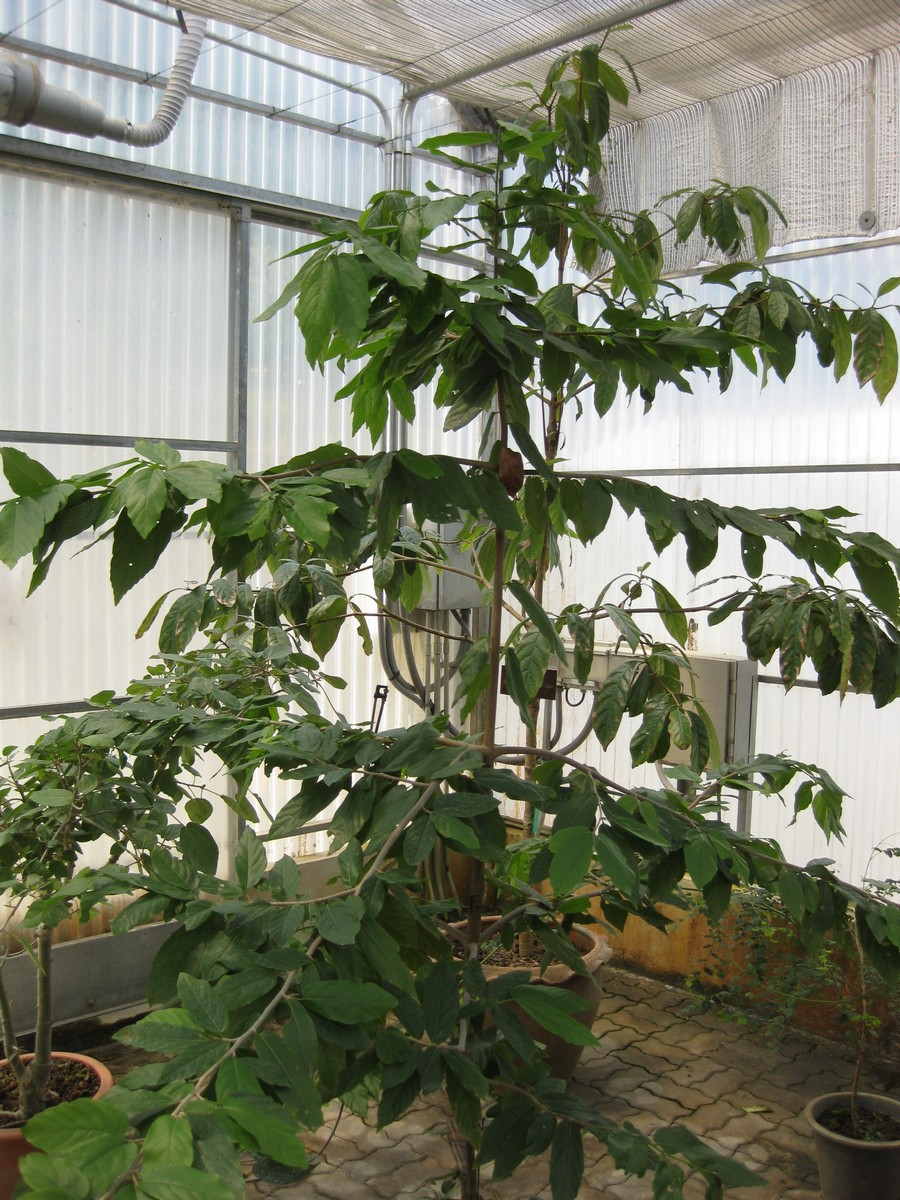
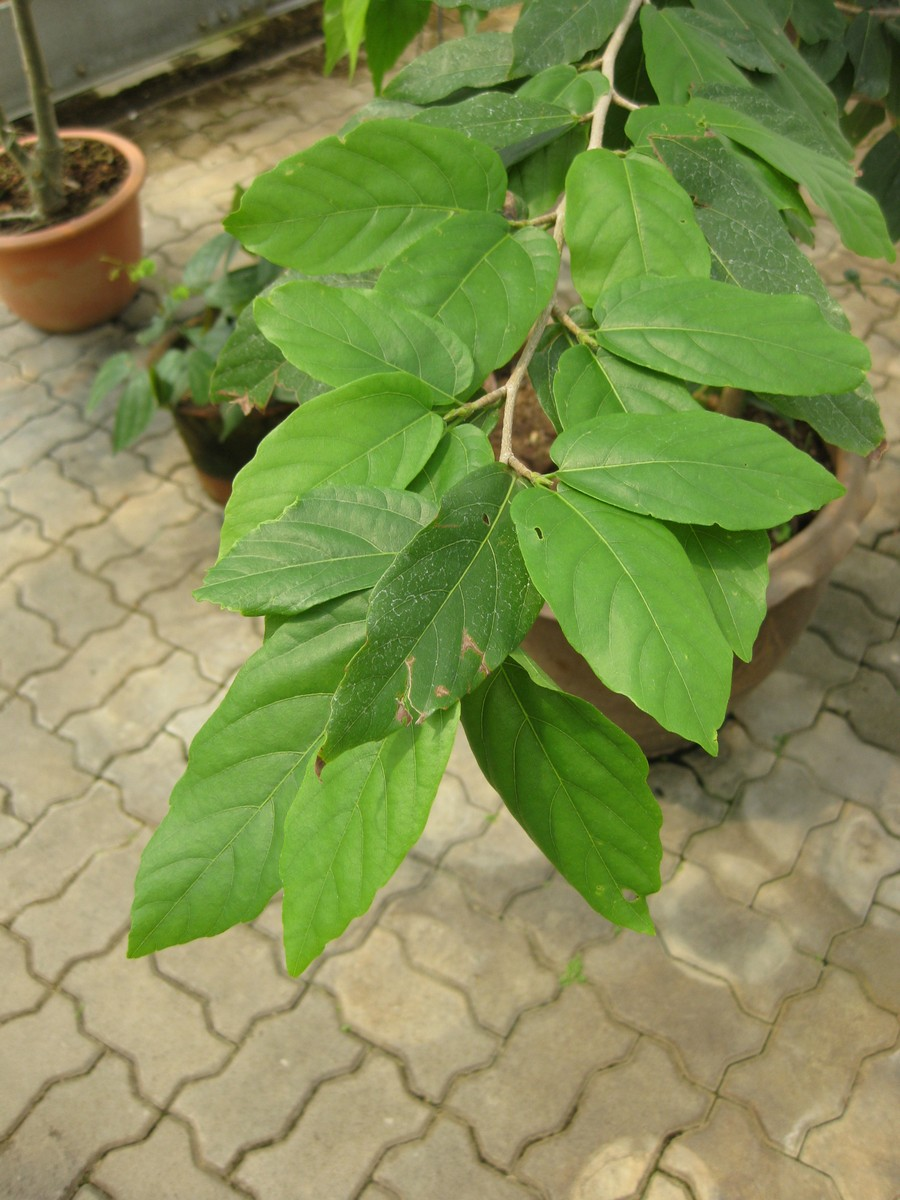
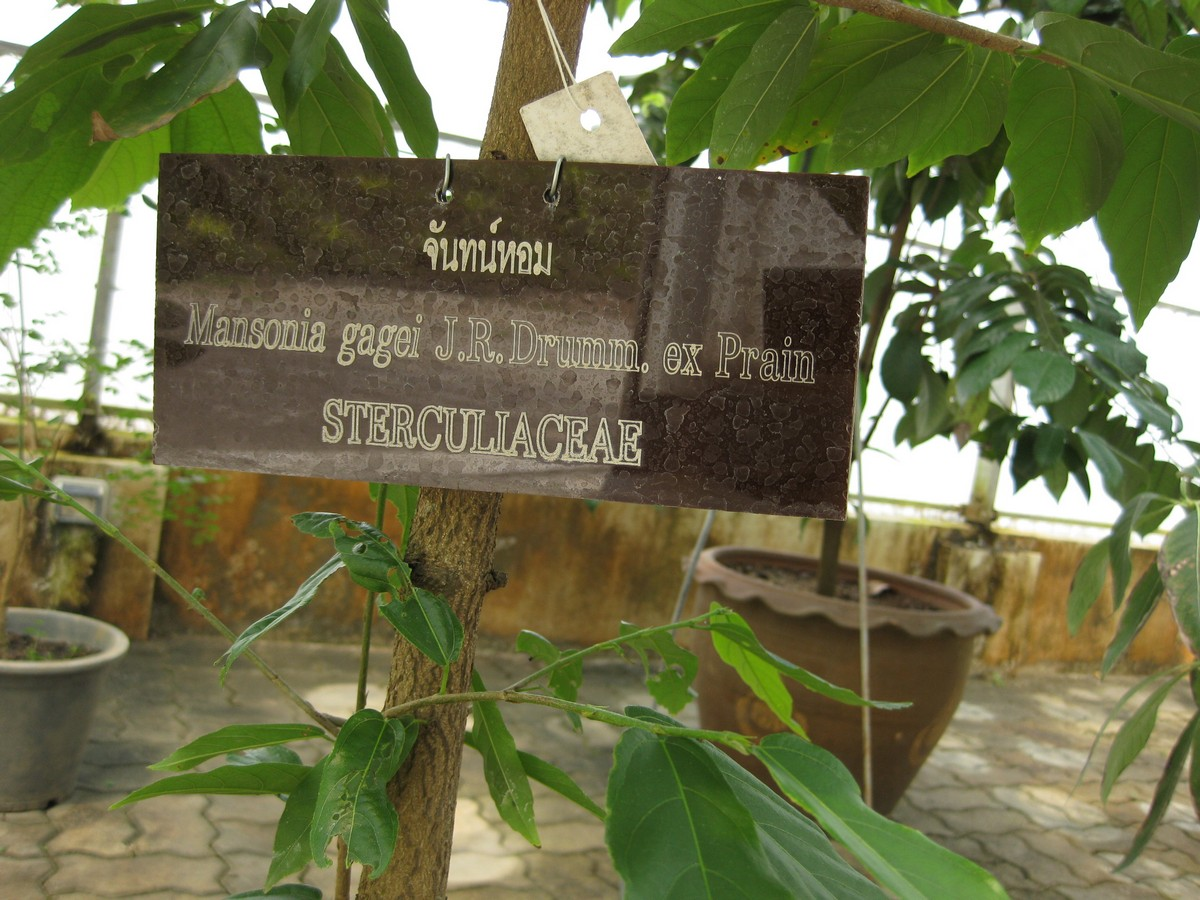